# 玛丽·达古尔特
瑪麗·卡特琳·索菲·德·弗拉維尼，達古伯爵夫人（法語：Marie Catherine Sophie de Flavigny, comtesse d'Agoult；1805年12月31日—1876年5月5日），為德法浪漫主义作家與史家，筆名達尼埃爾·斯特恩（ Daniel Stern ）。李斯特·费伦茨情婦、科西玛·瓦格纳母親、理查德·瓦格纳岳母。